# کنفرانس مسکو (۱۹۴۳)

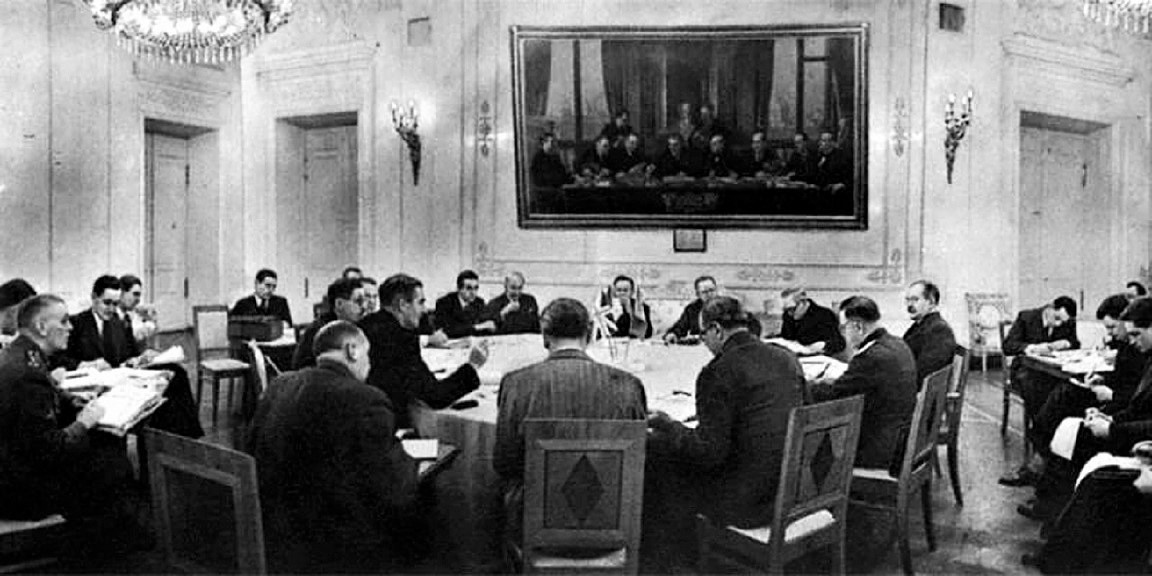
کنفرانس مسکو (۱۹۴۳)

کنفرانس مسکو (انگلیسی: Moscow Conference)، سومین کنفرانس مسکو بین متفقین جنگ جهانی دوم طی ۱۸ اکتبر تا ۱۱ نوامبر ۱۹۴۳ در کاخ کرملین مسکو و کاخ اسپیریدونوفکا برگزار شد. این دیپلمات متشکل از دیپلمات‌ها، وزرا و ژنرال‌های اصلی بود که در مورد همکاری در جنگ گفتگو کردند و اعلامیه‌های مسکو را صادر کردند.

## تاریخچه
مجموعه‌ای از دوازده ملاقات بین وزرای خارجه انگلستان (آنتونی ایدن)، ایالات متحده (کوردل هال) و اتحاد جماهیر شوروی (ویاچسلاو مولوتف) برگزار شد، که منجر به اعلامیه‌های مسکو و ایجاد کمیسیون مشورتی اروپا شد. در جریان کنفرانس مسکو در سال ۱۹۴۳، اتحاد جماهیر شوروی سرانجام با ایالات متحده و متحدانش برای ایجاد یک سازمان جهانی به توافق رسید. سفیر جمهوری چین در اتحاد جماهیر شوروی، فو پینگ چانگ، برای امضای بیانیه چهار ملت دعوت شد.
از جمله کسانی که در این مذاکرات شرکت داشتند از ایالات متحده، سفیر ایالات متحده آورل هریمن، سرلشکر جان دین از ارتش ایالات متحده، گرین هکورث و جیمز کلمنت دان، از انگلستان، سفیر اعلیحضرت سر آرچیبالد کللرک ک، ویلیام استرانگ، و سپهبد سر هاستینگز ایسمای؛ از اتحاد جماهیر شوروی، مارشال ژوزف استالین، وروشیلوف، ویشینسکی، معاون کمیسرهای خلق در امور خارجی ماکسیم لیتوینوف، معاون کمیسر خلق در تجارت خارجی سرگیوف، سرلشکر کریزلوف از ستاد کل، و مقام ارشد کمیساریای خلق در امور خارجی جی اف ساسکیم. بودند.

## اهداف کنفرانس
سومین کنفرانس مسکو اولین باری بود که در آن وزیران خارجه ایالات متحده، انگلستان و اتحاد جماهیر شوروی می‌توانستند ملاقات کرده و در مورد مسائل مهم جهانی بحث و تبادل نظر کنند. در اینجا، آنها دربارهٔ اقدامات لازم برای کوتاه کردن و پایان جنگ با آلمان و نیروهای محور و همچنین نحوه همکاری مؤثر و همکاری صلح‌آمیز در این دوره که پایان جنگ است، بحث کردند. اعلامیه‌های مسکو، که توسط وزرای خارجه فرانکلین روزولت رئیس‌جمهور ایالات متحده، وینستون چرچیل نخست‌وزیر بریتانیا و ژوزف استالین نخست‌وزیر اتحاد جماهیر شوروی به‌طور رسمی صادر شد، نحوه برخورد با این مسائل را مشخص کرد. این شامل چهار بخش، اعلامیه چهار کشور دربارهٔ امنیت عمومی، اعلامیه در مورد ایتالیا، اعلامیه در مورد اتریش و بیانیه جنایات بود.
همچنین در طول کنفرانس مسکو، توافقاتی برای ایجاد یک کمیسیون مشورتی اروپایی برای ارائه توصیه به سه دولت مشترک، و یک شورای مشورتی در مورد ایتالیا به همراه یونان و یوگسلاوی صورت گرفت.
در مورد ایتالیا، در این اعلامیه آمده بود که فاشیسم باید به‌طور کامل در ایتالیا نابود شود، از مشارکت همه افراد فاشیست در زندگی عمومی منع شود و «ارگان‌های دموکراتیک» دولت محلی باید در ایتالیا توسط قدرت‌های اشغالگر ایجاد شود.
در مورد اتریش، الحاق آلمان به اتریش در سال ۱۹۳۸ ملغی و باطل اعلام شد. اما مردم اتریش به عنوان یک کل در اعلامیه مشارکت در جنگ در کنار آلمان مسئول شناخته شدند.
در «بیانیه جنایات»، اعلام شد که پس از هرگونه آتش‌بس با دولت فعلی یا آینده آلمان، آن افراد آلمانی که مشکوک به دست داشتن در جنایات جنگی در کشورهای مختلف باشند برای محاکمه و مجازات به آن کشورها فرستاده می‌شوند.